# Aston End
Aston End är en by i Hertfordshire, England. Byn ligger tre kilometer öster om staden Stevenage. Byns pub heter The Crown.